# Une fille et quatre types
Albums de Céline Dion
One Heart
(2003) A New Day: Live in Las Vegas
(2004)
Singles
1. Tout l'or des hommes
Sortie : 6 octobre 2003
2. Et je t'aime encore
Sortie : 23 février 2004
3. Contre nature
Sortie : 18 mars 2004

1 fille & 4 types est le vingt-cinquième album de Céline Dion, sorti le 13 octobre 2003.

## Historique
Céline Dion s'est entourée pour ce nouvel album francophone (le précédent S'il suffisait d'aimer remontant à 1998) de trois auteurs-compositeurs et un directeur artistique : Jacques Veneruso, Erick Benzi, Gildas Arzel et Jean-Jacques Goldman sont les « 4 types » cités dans le titre.
Cet album comprend trois reprises : Tu nages d'Anggun, Retiens-moi de Nanette Workman et Rien n'est vraiment fini de Leyla Doriane.
Quatre singles sont issus de cet album : Tout l'or des hommes, Et je t'aime encore, Contre nature et Je lui dirai.
Et je t'aime encore est une version française de Je t'aime encore, extrait de l'album One Heart.
Tous les singles de l'album ont été inclus dans la compilation On ne change pas, sortie en 2005.
Valse adieu est en piste cachée (« ghost track »).

## Liste des titres
| No  | Titre                      | Auteur                          | Durée |
| --- | -------------------------- | ------------------------------- | ----- |
| 1.  | Tout l'or des hommes       | Jacques Veneruso                | 2:58  |
| 2.  | Apprends-moi               | Erick Benzi                     | 4:44  |
| 3.  | Le Vol d'un ange           | Jacques Veneruso                | 3:38  |
| 4.  | Ne bouge pas               | Gildas Arzel                    | 4:24  |
| 5.  | Tu nages                   | Erick Benzi                     | 3:10  |
| 6.  | Et je t'aime encore        | Jean-Jacques Goldman, J. Kapler | 3:26  |
| 7.  | Retiens-moi                | Erick Benzi                     | 4:03  |
| 8.  | Je lui dirai               | Jean-Jacques Goldman            | 3:56  |
| 9.  | Mon homme                  | Erick Benzi                     | 3:20  |
| 10. | Rien n'est vraiment fini   | Jacques Veneruso                | 3:49  |
| 11. | Contre nature              | Jacques Veneruso                | 4:09  |
| 12. | Des milliers de baisers    | Jean-Jacques Goldman            | 6:06  |
| 13. | Valse adieu (piste cachée) | J. Kapler                       | 1:20  |

## Classements
| Pays              | Meilleure position | Certification | Vente   |
| ----------------- | ------------------ | ------------- | ------- |
| Autriche          | 27                 |               |         |
| Belgique Flandres | 9                  | Platine       | 25 000  |
| Belgique Wallonie | 1                  | Platine       | 25 000  |
| Canada            | 1                  |               | 150 000 |
| Finlande          | 9                  | Or            | 16 000  |
| France            | 1                  | 2 × Platine   | 750 000 |
| Allemagne         | 26                 |               |         |
| Grèce             | 1                  |               |         |
| Hongrie           | 63                 |               |         |
| Italie            | 52                 |               |         |
| Pays-Bas          | 30                 |               |         |
| Pologne           | 7                  |               |         |
| Suède             | 22                 |               |         |
| Suisse            | 2                  | Platine       | 40 000  |
| États-Unis        |                    |               | 25 000  |